# Лая Коста
Лая Коста (ісп. Laia Costa, нар. 18 лютого 1985, Барселона, Іспанія) — іспанська акторка.

## Вибіркова фільмографія
- 2012 — «Три метри над рівнем неба: Я хочу тебе»
- 2015 — «Вікторія»
- 2015 — «Пальми в снігу»
- 2015—2016 — «Карлос, король-імператор»
- 2017 — «Новизна»
- 2018 — «Життя, яке воно є»
- 2022 — «Колискова»
- 2026 — «Мумія»